# Kavelstorf
Kavelstorf este o comună din landul Mecklenburg-Pomerania Inferioară, Germania.